# قناع بلون السماء
قناع بلون السماء هي رواية للكاتب والشاعر والأسير الفلسطيني باسم خندقجي صدرت عام 2023، عن دار الآداب في بيروت، حازت الرواية على الجائزة العالمية للرواية العربية البوكر عام 2024. باسم خندقجي هو روائي فلسطيني، ولد في مدينة نابلس عام 1983. درس الصحافة والإعلام في جامعة النجاح الوطنية في نابلس، واعتقل في 2004 على يد قوات الاحتلال وكان عمره 21 عاما. وتسلمت ناشرة الرواية الفائزة هذا العام، رنا إدريس، صاحبة دار الآداب الجائزة، بالإنابة عن خندقجي الأسير.

## نبذة
تعتبر هاته الرواية جزء أولا من رباعية المرايا للأسير والروائي الفلسطيني باسم خندقجي. وموضوعها هو تصحيح السردية الغربية والإسرائيلية عن الأحداث في فلسطين. بطل الرواية هو نور باحث في علِم الآثار يعيش في مخيَّمٍ في رام الله. يرتدي نور قناع المُحتلّ الذي حصل عليه صدفة ويتقمص شخصية إسرائيلية باسم "أور"، وينضم إلى بعثة تنقيبِ عن الأثار في إحدى المستوطنات، فتتجلَّى له فلسطين المطمورة بكلِّ تاريخها.
قال رئيس لجنة التحكيم عن الرواية: "روايةٌ تغامر في تجريب صيغ سردية جديدة للثلاثية الكبرى: وعي الذات، وعي الآخر، وعي العالم، حيث يرمح التخييل مفككاً الواقع المعقد المرير، والتشظي الأسري والتهجير والإبادة والعنصرية. كما اشتبكت فيها، وازدهت، جدائل التاريخ والأسطورة والحاضر والعصر، وتوقّد فيها النبض الإنساني، كما توقدت فيها صبوات الحرية والتحرر من كل ما يشوه البشر، أفراداً ومجتمعات...".

## الشخصيات
- نور مهدي الشهدي يعيش في رام الله في أحد مخيمات اللاجئين في الضفة، وهو باحث في التاريخ والآثار، قرر أن يرد على دان براون ويصحح تشويه صورة مريم المجدلية في شيفرة دافنشي فكتب رواية عن سيرتها.[7]
- أور شابيرا هي هوية أسرائيلية مزورة لنور مهدي الشهدي، بفضله سينضم كعضو من بعثة للتنقيب عن الآثار.
- أيالا شرعابي: الإسرائيلية من أصول شرقية، عضو من بعثة للتنقيب عن الآثار.
- سماء إسماعيل الفلسطينية من حيفا، وهي من عرب الداخل عضو في بعثة للتنقيب عن الآثار.
- نورا والدة نور، توفيت أثناء ولادة نور.
- الأب: مقاوم ومعتقل سابق، لازمه الشعور بخيبة تجاه أصدقائه الذين لم يجد منهم سندا لأسرته أثناء اعتقاله، لهذا استغنى عن أي مساعدة تأتي من طرفهم والتزم بالصمت.
- خديجة زوج أب نور.
- مراد: صديق نور ومعتقل في سجون إسرائيل، وباحث في موضوع الكولونيالية.
- أم عدلي والدة مراد.
- الشيخ مرسي الغرناطي الصوفي.

## آراء نقدية
اعتبر ناجي سعيد أن لعبة نور هي أن يُدرك الانفصال أو فصل الهويّة المزيّفة عن الحقيقيّة، فيقول: "السرّ يكمن في المرآة. المرآة هي المعادلة، هي التفاصيل.. هي الكائنان أحدهما مُسيطر والآخر خاضع. أنت أور مسيطر، وأنا نور خاضع.. ولهذا يجب أن أحطّم المرآة". وعلى الرغم من عدم تصديقه: "أنت عاجز عن تحطيم نملة"، تحاول الهويّة المزيّفة فرض نفسها على الحقيقيّة بالقوّة والعنف. وفي خطاب ديني موجّه: "قال لنا بطرس: دعوا مريم تغادرنا، إنّ النساء لسن جديرات بالحياة، لقد قال يسوع: أنا سوف أقودها بنفسي، لكي تصبح ذكرًا، فربّما تتحوّل إلى روح حيّة تشبهكم أيّها الرجال، لأنّ كلّ امرأة تحوّل نفسها إلى ذكر ستدخل ملكوت السماء"... "وعليه، فقد انتصر النهج الذكوريّ على النهج الأنثويّ، واختفت المجدليّة بوصفها حضورًا عرفانيًّا من المتون الدينيّة الانجيليّة الرسميّة".